# 天空實驗室2號
天空實驗室2號（英語：Skylab 2，也縮寫為SL-2和SLM-1），是美國《天空實驗室計劃》的首次載人航天任務，也是美國發射的第一顆為了繞軌太空站而建造的衛星。這次任務的衛星在1973年5月25日由農神1B號運載火箭負責運載發射，共乘坐3名宇航员。“天空實驗室2號”任務得名於所載的衛星名稱，也是人類探索太空的里程碑式任務。該任務是人類第一次成功地將宇航员送上位於地球軌道的太空站，並且順利返回。之前前蘇聯的太空站禮炮1號及聯盟11號在完成對接、分離任務后返回地球時，返回艙的壓力閥門損壞，造成3名宇航员血液沸騰死亡，因此該任務並未完成。因此，天空實驗室2號仍然是第一次成功的載人太空站任務。
之後，美國太空總署又進行了天空實驗室3號和天空實驗室4號兩次将宇航员送上太空站的任務。由於第一次天空實驗室1號沒有載人，第二、三、四次任務徽章上的任務數字均被向前移了一位。

## 機組人員
- 皮特·康拉德，指揮官，第四次也是最後一次飛行
- 保羅·維茲，飛行員，第一次飛行
- 約瑟夫·科文，科學飛行員，第一次也是唯一一次飛行

### 預備機組
- 拉塞爾·施威卡特，指揮官
- 布魯斯·麥克坎德雷斯，飛行員
- 斯多里·馬斯格雷夫，科學飛行員

### 支援機組
- 羅伯特·克里彭
- 理查德·特鲁利
- 亨利·哈特斯菲爾德
- 威廉·索恩頓

## 任務數據
- 質量：約19,979千克
- 最高高度：440千米
- 飛行長度：18,536,730.9千米
- 發射設備：土星1B號運載火箭
- 近地點：428千米
- 遠地點：438千米
- 傾角：50°

### 連接
從1973年5月26日21:56:00UTC至6月22日19:48:07UTC，共計26天21小時52分鐘7秒。

### 艙外活動
第一次艙外活動從1973年5月26日00:40UTC至01:20UTC，共40分鐘，由保羅·維茲執行。
第二次艙外活動從1973年6月7日15:15UTC至18:40UTC，共3小時25分鐘，皮特·康拉德和約瑟夫·科文執行。
第三次艙外活動從1973年6月19日10:55UTC至12:31UTC，共1小時36分鐘，皮特·康拉德和保羅·維茲執行。

## 任務內容

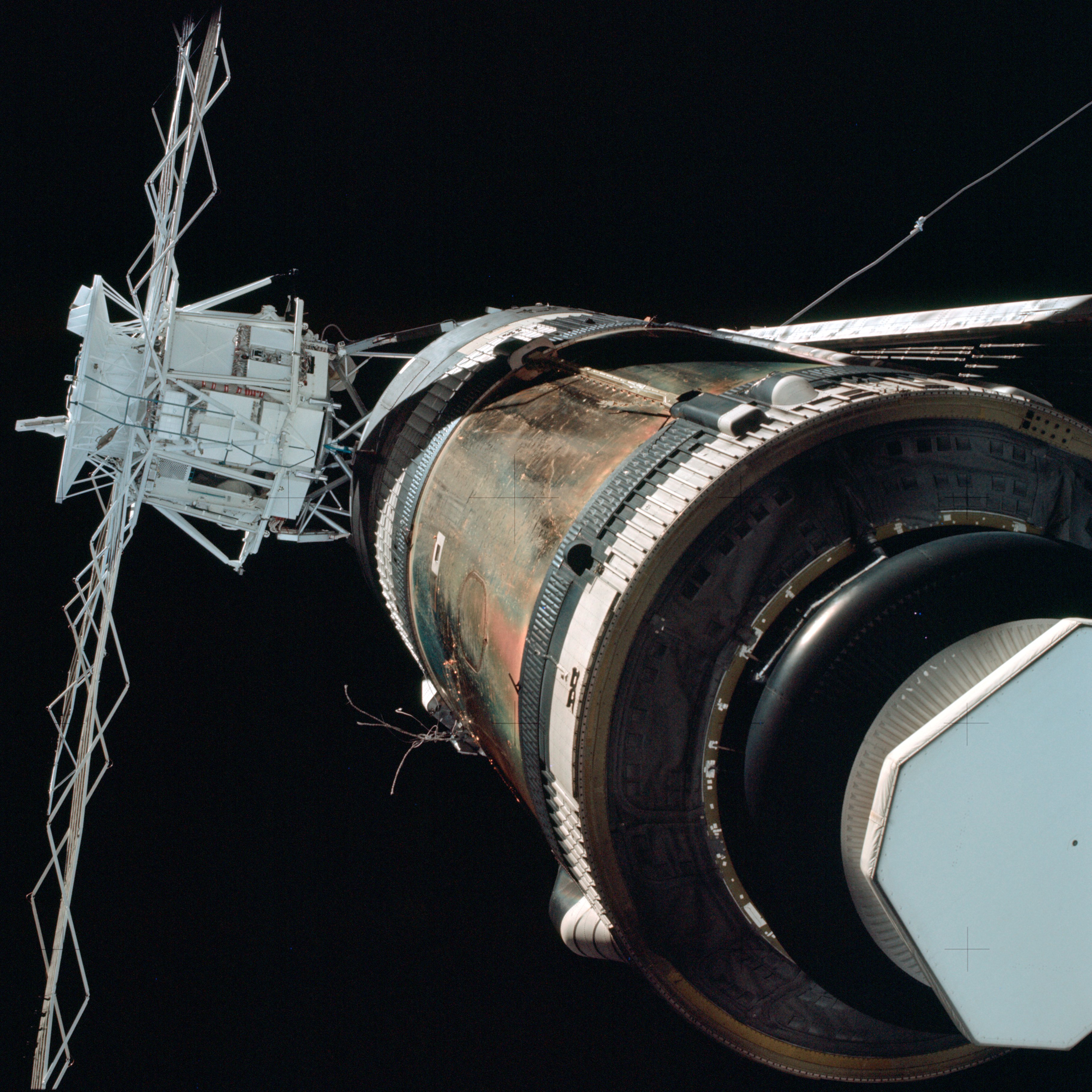
天空實驗室2號的一次“繞行”檢查

天空實驗室2號於1973年5月25日發射，:269，幾名宇航员最重要的任務就是要修復之前發射的空間站。空間站的隕石和太陽護罩和一塊太陽能電池板在發射時脫落，剩下的主電池板也發生了故障。宇航员必須抓緊時間修復，因為工作艙內逐漸升高的溫度會導致艙內存在有害氣體，也會使得儲存的食物腐壞。:253–255,259
當阿波羅指令/服務艙靠近空間站時，宇航员約瑟夫·科文抓住保羅·維茲的腳，後者試圖用一根長約10英尺的鉤桿試圖將已經不工作的太陽能電池板剝離，但是沒有成功。在這個過程中，也消耗了大量的一氧化二氮燃料。由於多次嘗試均不成功，為了順利對接，幾名宇航员不得不穿上壓力服並拆下指令服務艙對接探頭。進入到空間站後，幾名宇航员“撐起”了一把巨大的金屬折疊傘，擋住了照向空間站的陽光，成功地為空間站降溫。
兩個星期後的一次出艙任務中，康拉德和克尔温將先前故障的太陽能帆板打開，為保證了空間站運作所需要的電力供給。為了這次出艙行走，兩人在位於馬歇爾太空飛行中心的浮力模拟器中已經演練過多次。如果這次太陽能帆板的展開不成功的話，天空實驗室2號和3號計劃上的太空實驗將不能完整地實施，空間站的蓄電池也會嚴重損壞。:271–276帆板展開後，空間站的電池組瞬間獲得了大量的能量來源，兩名宇航员一下子從太空實驗室船體被甩出，考驗了宇航员的應變能力和安全繩索的牢靠程度。完成任務後，兩人回到太空艙，出艙任務宣告成功。
近一個月時間中，天空實驗室2號上的宇航员修復之前損壞的部分儀器，完成了一系列的太空醫學實驗，收集太陽和地球科學數據，共進行了總計長達392小時的實驗。在任務中，幾人成功的用阿波羅望遠鏡觀測到一次長達兩分鐘的太陽耀斑活動。三名宇航员在太空中一共執行了28天任務，是美國之前太空任務記錄的兩倍。1973年6月22日，任務結束。飛船的返回艙墜入太平洋，幾人被等候在9.7公里外參加NASA搜救任務的提康德羅加號航空母艦救起。天空實驗室2號創下了當時人類太空最長飛行時間，最長飛行距離，最大荷載質量等多個記錄。康拉德更是當時執行太空任務係數最多的宇航员。

## 任務徽章
天空實驗室2號的任務徽章由科幻小說作家本杰明·波瓦推薦美國著名的奇幻插畫畫家弗蘭克·費爾斯負責執筆。徽章用了地球和陽光作為背景。在一次科幻雜誌的採訪中，弗蘭克·費爾斯回憶，在制定徽章方案時，有一名宇航员提出用天空實驗室2號上看太陽被地球擋住的“日食”圖案作為徽章。當時這個構想很快就被採納，因為它解決了好幾個問題：暗示了該任務和太陽能研究有關，也確定了太空艙和地球的關聯。同時高對比度的圖像也非常容易作畫。弗蘭克·費爾斯還花了不少時間研究地球上雲層的形狀，採用了非常傳統漩渦圖案。方案通過一次次的簡化，最終套用圓形黑圈外加白色留底作為這次太空任務的徽章。

## 圖集

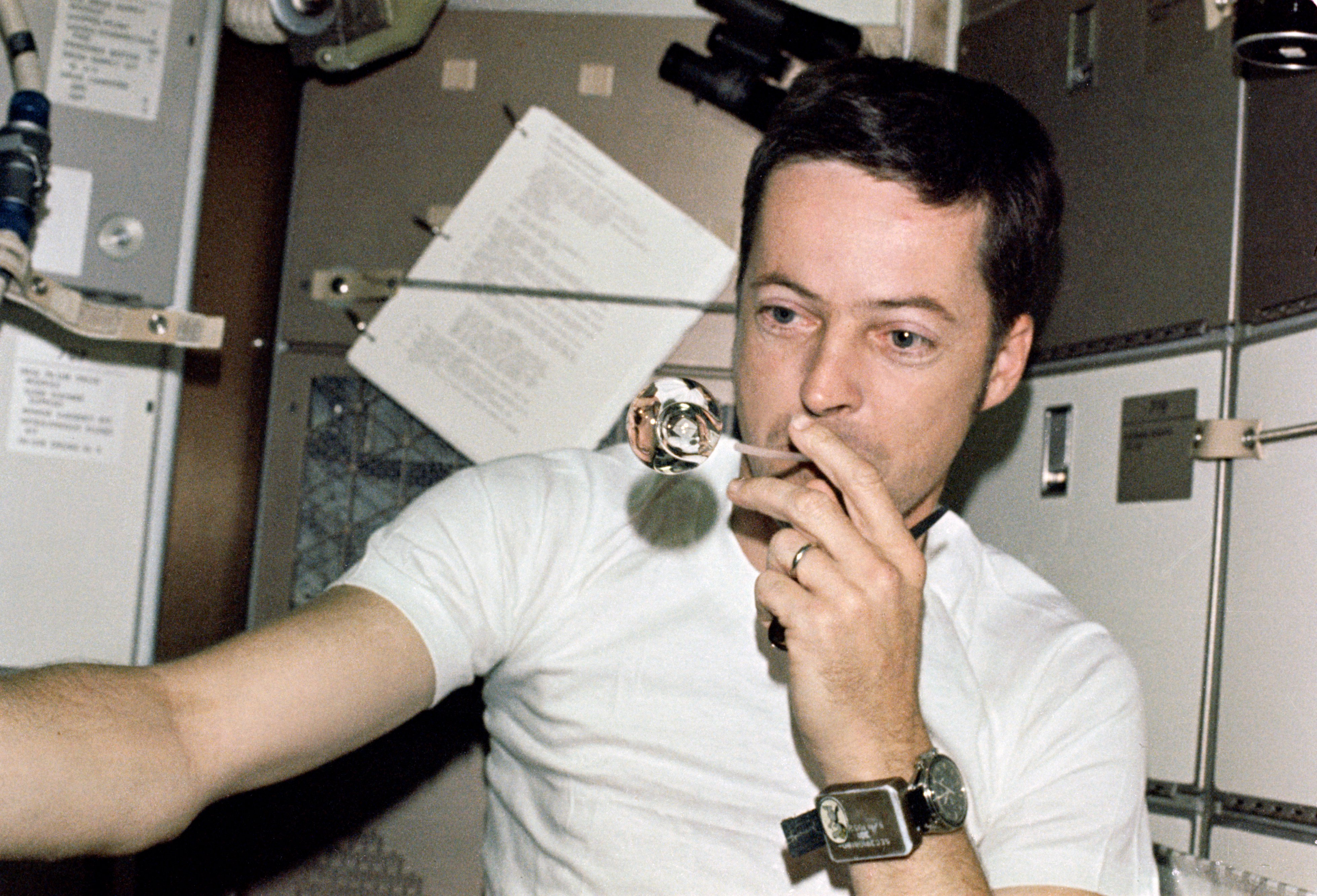
約瑟夫·科文用一根麥管向懸浮的大水滴中吹進空氣
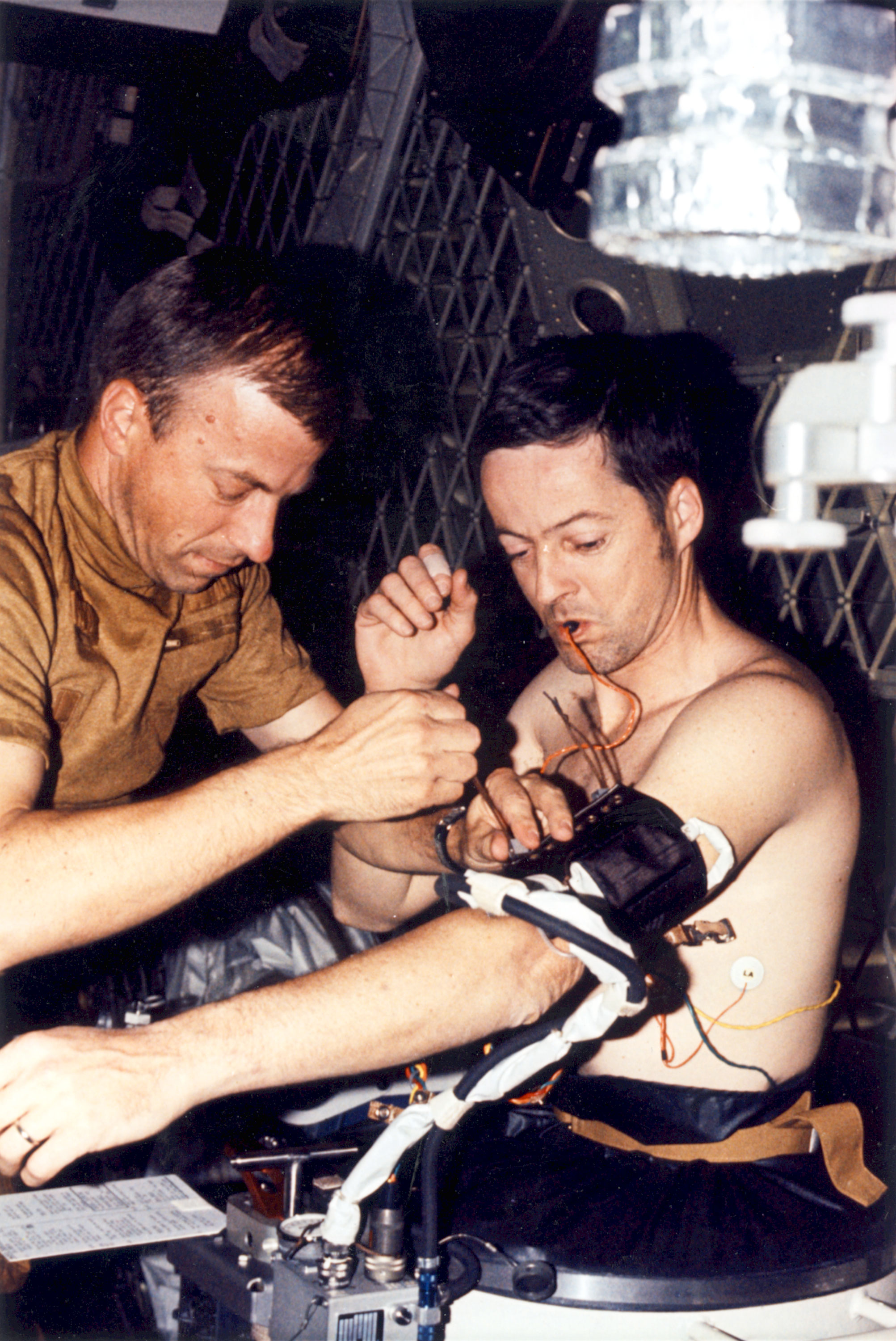
保羅·維茲幫助科文測量血壓
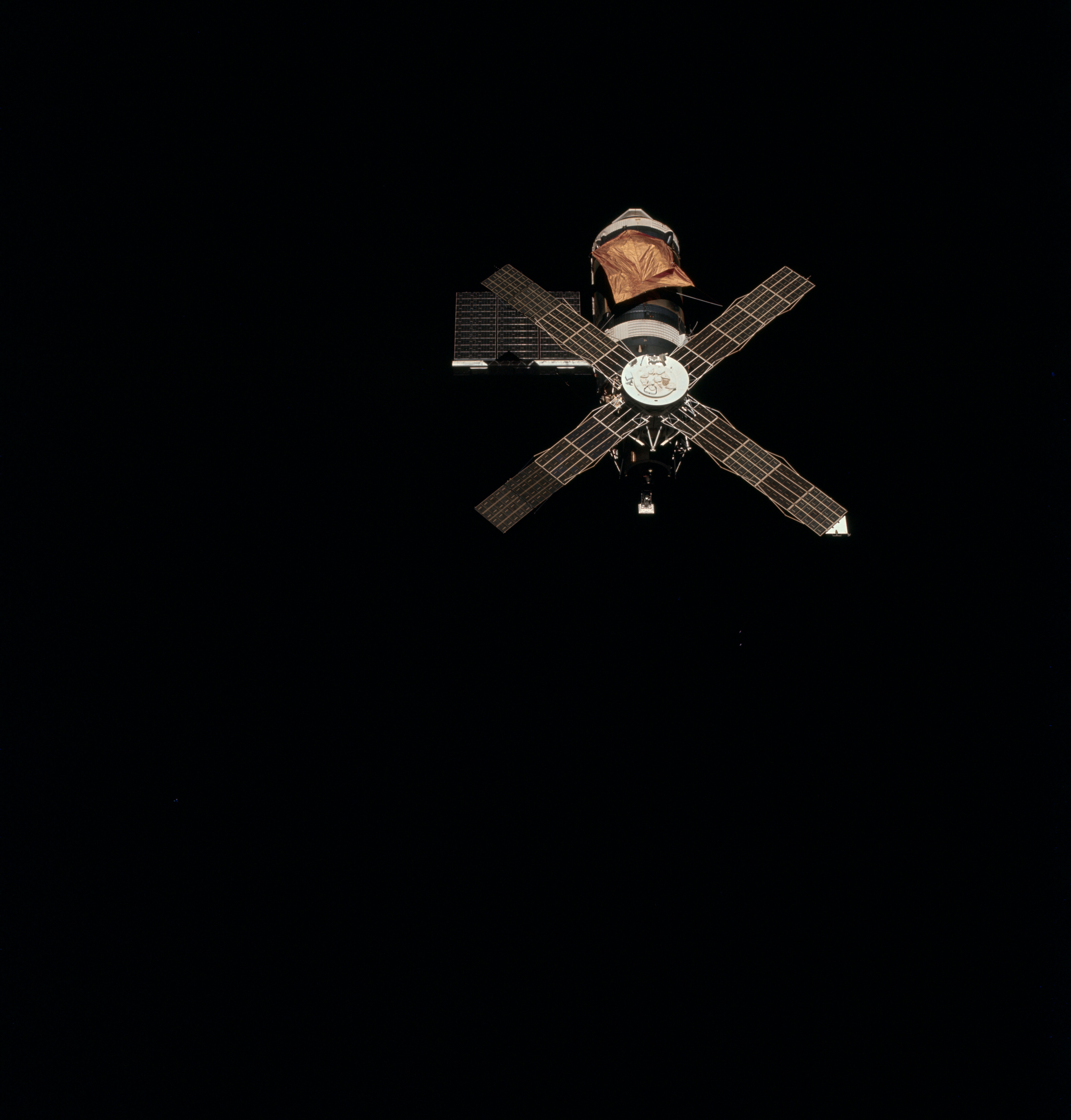
天空實驗室2號看到的天空實驗室太空艙主體

## 飛船返回艙
飛船返回艙的指令模塊目前保存在位於佛羅里達州彭薩科拉的國家海軍航空博物館。

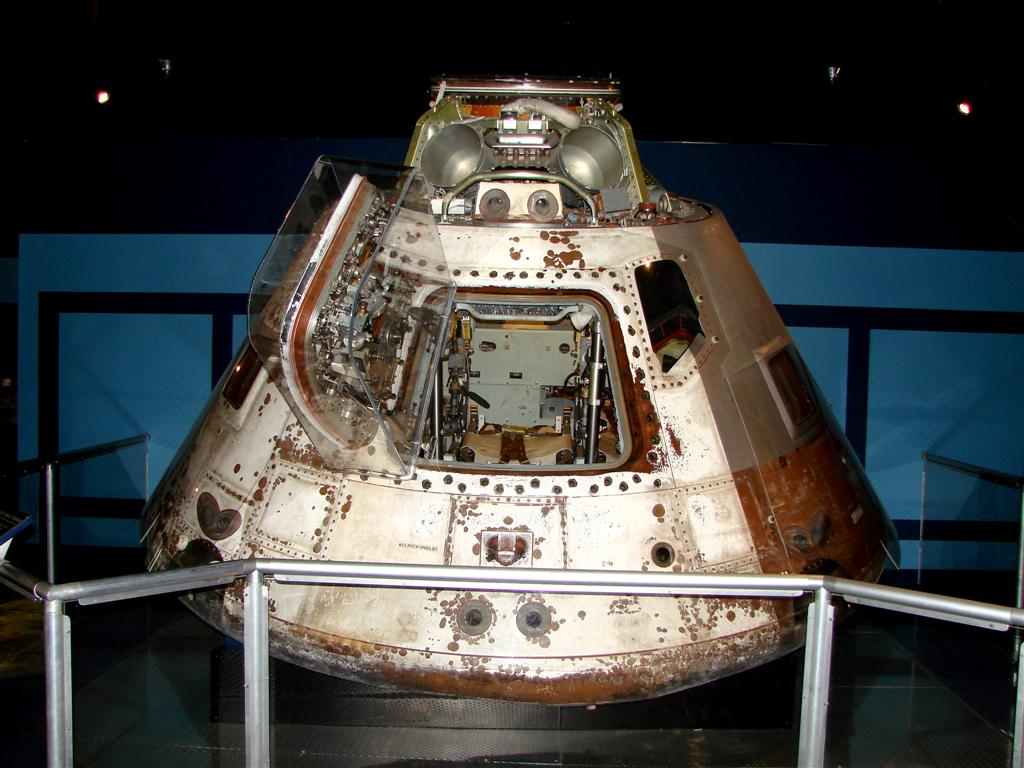
天空實驗室2號指令模塊
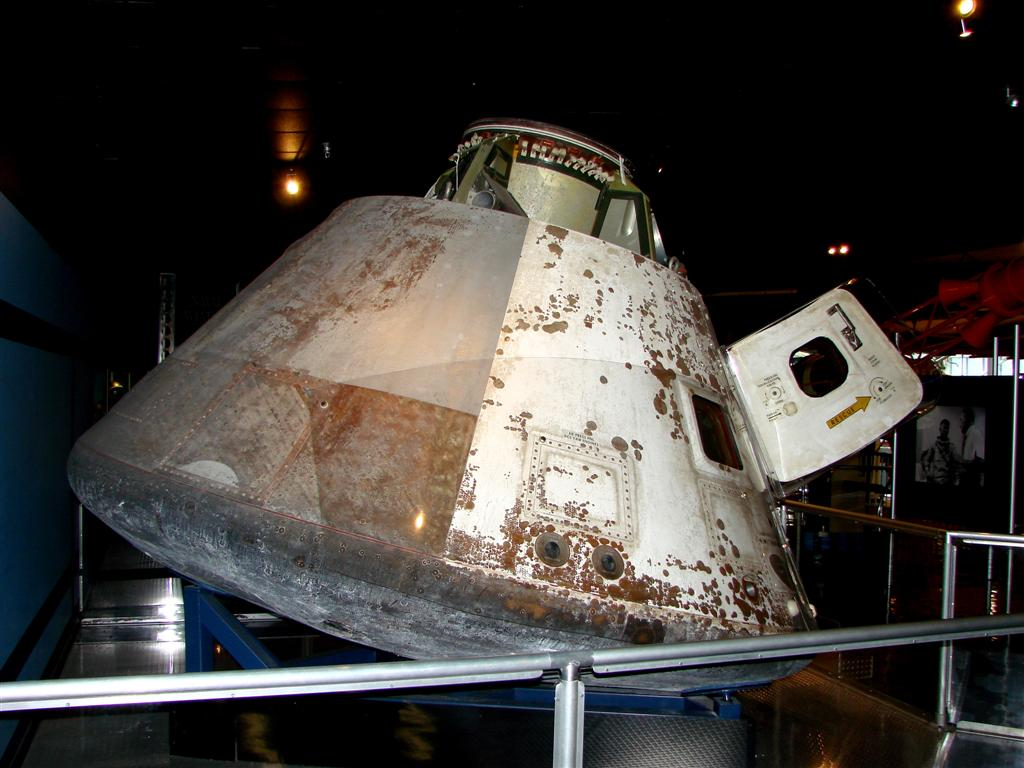
天空實驗室2號指令模塊
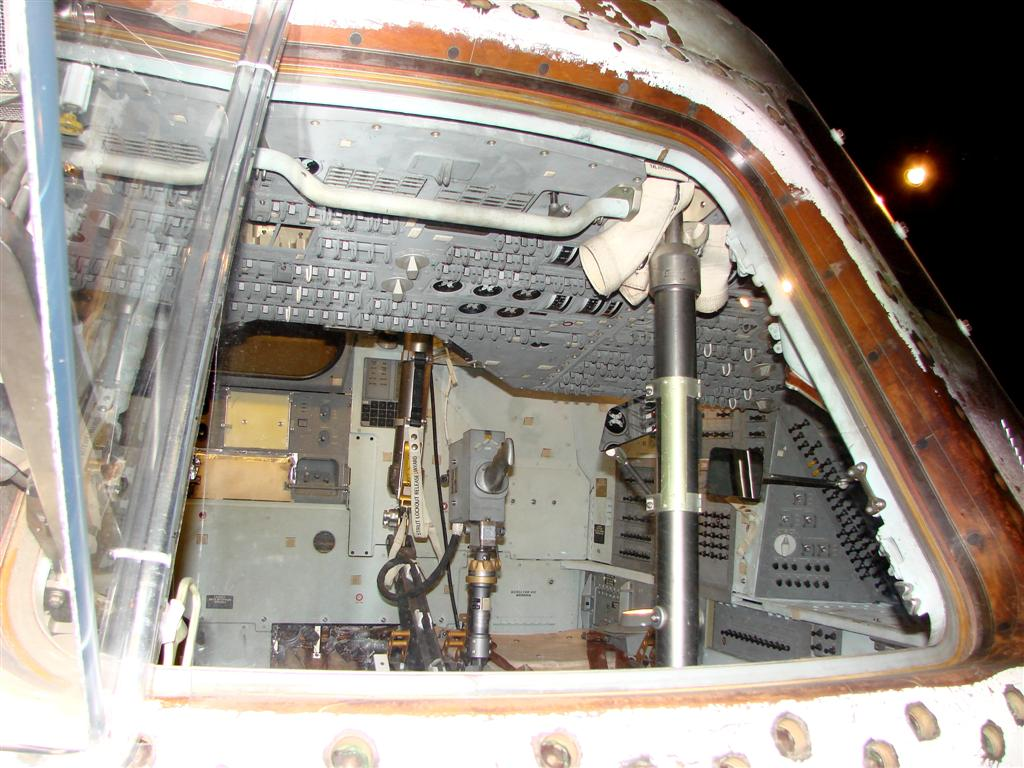
天空實驗室2號指令模塊內部

## 外部連結
- 天空實驗室：命令服務模塊系統手冊，CSM116 - 119（PDF）1972年4月（页面存档备份，存于）
- 太空實驗室土星1B火箭飛行手冊（PDF）1972年9月（页面存档备份，存于）
- 美國航空航天局太空實驗室年表（页面存档备份，存于）
- 馬歇爾太空飛行中心太空實驗室摘要（页面存档备份，存于）
- 太空實驗室2號SP-4012美國航天局的歷史數據手冊（页面存档备份，存于）
- 弗蘭克·凱利的模擬採訪（页面存档备份，存于）